# Acmaeoderoides ferruginis
Acmaeoderoides ferruginis är en skalbaggsart som beskrevs av Wellso och Nelson in Nelson 1968. Acmaeoderoides ferruginis ingår i släktet Acmaeoderoides och familjen praktbaggar. Inga underarter finns listade i Catalogue of Life.